# Silvia Hermann
Silvia Hermann (Rosario, marzo de 1941) fue una mujer argentina que, cuando era adolescente y junto con su padre, Lothar Hermann, identificó y localizó en Buenos Aires al genocida nazi Adolf Eichmann, desencadenando su secuestro por Israel, posterior enjuiciamiento en ese país y condena a muerte. Durante décadas el papel de Lothar y Silvia Hermann en la detención de Eichmann fue desconocido por Israel.

## Biografía
Silvia Hermann nació en la ciudad argentina de Rosario, provincia de Santa Fe. 
Su padre Lothar Hermann era un judío alemán, militante del Partido Comunista de Alemania (PCA) que, luego de ser torturado por los nazis hasta el punto de perder la vista y ser recluido en el campo de concentración de Dachau, había logrado salir cediendo sus propiedades y escapar a la Argentina. De once hermanos y sus padres, solo cuatro se salvaron: el resto fue exterminado en los campos. Instalado en Argentina desde 1940, Hermann mantuvo su lucha contra el nazismo y luego de la guerra se suma a la caza de nazis bajo órdenes del PCA, mezclándose con la comunidad alemana en Argentina y ocultando su identidad judía. En 1945 el PCA le ordenó radicarse en Olivos, uno de los suburbios de la Ciudad de Buenos Aires, en los que se habían instalado gran cantidad de alemanes.
Fue en ese momento cuando Silvia Hermann, quien por entonces tenía entre doce y catorce años, conoció a uno de los hijos de Eichmann (la mayoría de las fuentes lo identifican como Klaus, el mayor), quien también por entonces vivía en Olivos con su familia. Los jóvenes se hicieron amigos y mantuvieron un intercambio por correspondencia cuando los Hermann se mudaron a Coronel Suárez en 1955, a 500 km de Buenos Aires.
En el curso de esa relación el hijo de Eichmann le contó a Silvia que su padre era de la SS y que se llamaba Eichmann. A pesar de su edad, Lothar Hermann le encomendó a su hija ir a la casa de Eichmann, para verificar su identidad y establecer la dirección precisa. Silvia cumplió con su misión y transmitió esa información a su padre, quien constató que se trataba efectivamente de Eichmann, uno de los principales genocidas nazis buscados internacionalmente.
Con esa información en su poder, en 1957 Lothar Hermann le envió una carta a Fritz Bauer, uno de los fiscales de los procesos de Auschwitz, de quien se había vuelto amigo por compartir el cautiverio en Dachau. informándole que había localizado a Eichmann en Buenos Aires, que había adoptado la identidad de Ricardo Klement y cual era su dirección.
Bauer a su vez mantuvo la información en reserva, por miedo a que las autoridades alemanas la filtraran y Eichmann se escapara, y comunicó la información a las autoridades israelíes de Colonia, que a su vez la transmitieron al servicio de inteligencia israelí (Mosad). En 1958 el Mosad envió dos misiones secretas a la Argentina, para verificar la denuncia, pero ambas descartaron la denuncia con el argumento de que Lothar Hermann era ciego y que el barrio en que vivía Eichmann -quien ya se había mudado a San Fernando- era demasiado "miserable" como para que viviera un alto oficial nazi.
Luego de varios años de inacción por parte de Israel, Lothar Hermann y Bauer comenzaron a preocuparse. En total escribió veintiséis cartas instando al gobierno de Israel a decidirse a detener a Eichmann, el punto que en marzo de 1960 llegó a recriminarles: 

Obviamente ustedes no tienen ningún interés en detener a Eichmann.
Lothar Hermann

Ese mismo año Israel organizaría el secuestro de Eichmann, pero desconocería el papel jugado por Lothaer y Silvia Hermann, que quedaron en la indefensión. Para proteger a su hija la envió a vivir a Estados Unidos. 
Lothar por su parte fue denunciado por fuentes anónimas y detenido por la policía argentina acusado de ser Josef Mengele, siendo torturado durante quince días. En 1975 Israel le pagó una suma de dinero a cambio de que Hermann firmara un papel afirmando que ni él ni su hija desempeñaron ningún papel en la identificación y ubicación de Eichmann. 
Recién muchos años después, cuando Lothar Hermann ya había muerto, Israel y Coronel Suárez, reconocerían el papel decisivo y heroico jugado por ambos que llevó a la captura de Eichmann.